# Sikandra (ort i Indien, Allahabad)
Sikandra är en ort i Indien.   Den ligger i distriktet Allahabad och delstaten Uttar Pradesh, i den centrala delen av landet, 600 km sydost om huvudstaden New Delhi. Sikandra ligger 102 meter över havet och antalet invånare är 10 884.
Terrängen runt Sikandra är mycket platt. Runt Sikandra är det tätbefolkat, med 530 invånare per kvadratkilometer. Närmaste större samhälle är Phūlpur, 12,1 km öster om Sikandra. Trakten runt Sikandra består till största delen av jordbruksmark.